# (7512) Monicalazzarin
(7512) Monicalazzarin est un astéroïde de la ceinture principale.

## Description
(7512) Monicalazzarin est un astéroïde de la ceinture principale. Il fut découvert le 15 février 1983 à la station Anderson Mesa par Edward L. G. Bowell. Il présente une orbite caractérisée par un demi-grand axe de 2,78 UA, une excentricité de 0,16 et une inclinaison de 7,5° par rapport à l'écliptique.

## Compléments